# 45305 Паульшеррер
45305 Паульшеррер (45305 Paulscherrer) — астероїд головного поясу, відкритий 4 січня 2000 року.
Тіссеранів параметр щодо Юпітера — 3,358.